# Thiago Alcântara
Thiago Alcântara do Nascimento (San Pietro Vernotico, 1991. április 11. –) olasz születésű spanyol válogatott labdarúgó. 2024-ben jelentette be visszavonulását.

## Magánélete
Apja az egykori brazil futballista, Mazinho. Édesanyja Valéria Alcântara röplabda játékos. Öccse, Rafinha jelenleg az Paris Saint Germain játékosa.

## Pályafutása

### A kezdetek
Thiago, San Pietro Vernotico született, Olaszországban és Spanyolországban nőtt fel. Édesapja az brazil Mazinho. A CR Flamengonál kezdte a labdarúgás alapjait elsajátítani, 5 éves korában költözött Spanyolországba az édesapjával, és a helyi Ureca csapatánál szerepelt. 10 évesen visszatért a Flamengo csapatához.
2005-ben ismét visszatért Spanyolországba, az FC Barcelona akadémiájára került.

### Barcelona
2009. május 17-én 18 évesen debütált az első csapatban, amikor Eiður Guðjohnsen cseréjeként pályára lépett a 63. percben  a RCD Mallorca ellen.
2010. február 20-án Yaya Touré cseréjeként pályára lépett a 76. percben, ekkor megszerezte az első gólját az első csapatban a Racing Santander elleni győztes (4–0) mérkőzésen, a Camp Nou-ban. Második gólját a UD Almería ellen szerezte 2011. április 9-én.
A 2010–11-es szezonban a 17 mérkőzésen, 3 gólt és 3 gólpasszt jegyzett.
2011. június 29-én meghosszabbították a szerződését 2015. június 30-ig, a kivásárlási ára pedig 90 millió euró lett.

### Bayern München
2013. július 14-én az FC Bayern München igazolta le 25 millió euróért, 4 évre kötelezte el magát a klub mellett.
2013. július 27-én mutatkozott be új klubjában a nagy rivális Borussia Dortmund elleni német szuperkupában, amely 4–2-es vereséggel ért véget. 2013. augusztus 11-én debütált a Bundesligában az Eintracht Frankfurt elleni 1–0 arányban megnyert találkozón. 2013. december 21-én megszerezte első gólját a marokkói Raja Casablanca elleni 2013-as FIFA-klubvilágbajnokság döntőjében, bebiztosítva a németek 2–0-s győzelmét.
Egészen 2020-ig alapembere volt a Bajor alakultnak, amely gárda színeiben összesen 235 mérkőzésen vett részt és 31 gólt szerzett. Összesen 16 trófeát nyert a csapat játékosaként. Ezek közül kiemelkedik a 7 német bajnoki cím, az 1 Bajnokok Ligája-diadal, valamint a 4 német kupa siker.

### Liverpool
2020. szeptember 18-án a Premier League-ben szereplő címvédő klub, a Liverpool bejelentette hosszú távú leigazolását. Az angol gárda összesen 20 millió eurót fizetett érte, amely a továbbiakban különböző bónuszok formájában, további 5 millióval emelkedhet. Szeptember 20-án debütált a bajnokságban egy Chelsea elleni mérkőzésen a félidőben, a Stamford Bridgen. 75 sikeres passzával rekordot döntött, mivel még soha egyetlen játékos sem passzolt ilyen sokat, egy félidőn belül a Premier League-ben, mióta 2003-ban elkezdték vezetni ezt a statisztikát.
Szeptember 29-én a Liverpool bejelentette, hogy Thiago pozitív koronavírustesztet produkált.
Október 17-én játszotta második mérkőzését a Liverpoolban. Az Everton elleni meccs vége felé megsérült, amikor Richarlison megrúgta. A brazil játékos piros lapot kapott. Ugyan az utolsó perceken még a pályán volt, de utána több hónapos kihagyásra kényszerült. December 30-án tért vissza a Newcastle United elleni 0–0-s összecsapáson.

### A válogatottban
Részt vett a 2008-as U17-es labdarúgó-Európa-bajnokságon a spanyol U17-es csapattal, amelyet végül meg is nyertek.
Ő is tagja volt a U19-es válogatottnak a 2010-es U19-es labdarúgó-Európa-bajnokságon, ahol a döntőben kikaptak a Franciáktól.
A 2011-es U21-es labdarúgó-Európa-bajnokságot megnyerő keretnek is tagja volt, a döntőben 40 méteres szabadrúgás gólt lőtt Svájcnak.
2011. augusztus 10-én debütált a felnőtt válogatottban egy Olaszország elleni barátságos mérkőzésen, amelyet 2–1-re elvesztették.

## Statisztika

### Klubcsapatokban
2021. január 4-én frissítve.
| Klub             | Szezon           | Liga               | Liga  | Liga | Kupa  | Kupa | Ligakupa | Ligakupa | Nemzetközi | Nemzetközi | Egyéb | Egyéb | Összesen | Összesen |
| Klub             | Szezon           | Bajnokság          | Mérk. | Gól  | Mérk. | Gól  | Mérk.    | Gól      | Mérk.      | Gól        | Mérk. | Gól   | Mérk.    | Gól      |
| ---------------- | ---------------- | ------------------ | ----- | ---- | ----- | ---- | -------- | -------- | ---------- | ---------- | ----- | ----- | -------- | -------- |
| Barcelona B      | 2007–08          | Tercera División   | 5     | 0    | —     | —    | —        | —        | —          | —          | —     | —     | 5        | 0        |
| Barcelona B      | 2008–09          | Segunda División B | 25    | 0    | —     | —    | —        | —        | —          | —          | —     | —     | 25       | 0        |
| Barcelona B      | 2009–10          | Segunda División B | 13    | 2    | —     | —    | —        | —        | —          | —          | 5     | 1     | 18       | 3        |
| Barcelona B      | 2010–11          | Segunda División   | 11    | 0    | —     | —    | —        | —        | —          | —          | —     | —     | 11       | 0        |
| Barcelona B      | Összesen         | Összesen           | 54    | 2    | —     | —    | —        | —        | —          | —          | 5     | 1     | 59       | 3        |
| Barcelona        | 2008–09          | La Liga            | 1     | 0    | 0     | 0    | —        | —        | 0          | 0          | 0     | 0     | 1        | 0        |
| Barcelona        | 2009–10          | La Liga            | 1     | 1    | 1     | 0    | —        | —        | 0          | 0          | 0     | 0     | 2        | 1        |
| Barcelona        | 2010–11          | La Liga            | 12    | 2    | 3     | 1    | —        | —        | 1          | 0          | 1     | 0     | 17       | 3        |
| Barcelona        | 2011–12          | La Liga            | 27    | 2    | 8     | 2    | —        | —        | 7          | 0          | 3     | 0     | 45       | 4        |
| Barcelona        | 2012–13          | La Liga            | 27    | 2    | 7     | 1    | —        | —        | 2          | 0          | 0     | 0     | 36       | 3        |
| Barcelona        | Összesen         | Összesen           | 68    | 7    | 19    | 4    | —        | —        | 10         | 0          | 4     | 0     | 101      | 11       |
| Bayern München   | 2013–14          | Bundesliga         | 16    | 2    | 2     | 0    | —        | —        | 4          | 0          | 3     | 1     | 25       | 3        |
| Bayern München   | 2014–15          | Bundesliga         | 7     | 0    | 2     | 0    | —        | —        | 4          | 2          | 0     | 0     | 13       | 2        |
| Bayern München   | 2015–16          | Bundesliga         | 27    | 2    | 5     | 1    | —        | —        | 9          | 1          | 1     | 0     | 42       | 4        |
| Bayern München   | 2016–17          | Bundesliga         | 27    | 6    | 4     | 1    | —        | —        | 9          | 2          | 1     | 0     | 41       | 9        |
| Bayern München   | 2017–18          | Bundesliga         | 19    | 2    | 3     | 2    | —        | —        | 10         | 3          | 0     | 0     | 32       | 7        |
| Bayern München   | 2018–19          | Bundesliga         | 30    | 2    | 6     | 0    | —        | —        | 5          | 0          | 1     | 1     | 42       | 3        |
| Bayern München   | 2019–20          | Bundesliga         | 24    | 3    | 5     | 0    | —        | —        | 10         | 0          | 1     | 0     | 40       | 3        |
| Bayern München   | Összesen         | Összesen           | 150   | 17   | 27    | 4    | —        | —        | 51         | 8          | 7     | 2     | 235      | 31       |
| Liverpool        | 2020–21          | Premier League     | 4     | 0    | 0     | 0    | 0        | 0        | 0          | 0          | 0     | 0     | 4        | 0        |
| Liverpool        | Összesen         | Összesen           | 4     | 0    | 0     | 0    | 0        | 0        | 0          | 0          | 0     | 0     | 4        | 0        |
| Karrier összesen | Karrier összesen | Karrier összesen   | 281   | 26   | 48    | 8    | 0        | 0        | 61         | 8          | 11    | 3     | 399      | 45       |

### A válogatottban
2020. szeptember 6-án frissítve.
| Nemzet        | Év       | Mérkőzés | Gól |
| ------------- | -------- | -------- | --- |
| Spanyolország | 2011     | 3        | 0   |
| Spanyolország | 2012     | 0        | 0   |
| Spanyolország | 2013     | 1        | 0   |
| Spanyolország | 2014     | 1        | 0   |
| Spanyolország | 2015     | 2        | 0   |
| Spanyolország | 2016     | 11       | 0   |
| Spanyolország | 2017     | 7        | 1   |
| Spanyolország | 2018     | 9        | 1   |
| Spanyolország | 2019     | 3        | 0   |
| Spanyolország | 2020     | 2        | 0   |
| Összesen      | Összesen | 39       | 2   |

## Sikerei, díjai

### Klubcsapatokban
Barcelona
- Spanyol bajnok: 2008–09, 2009–10, 2010–11
- Spanyol szuperkupa: 2010, 2011
- UEFA-bajnokok ligája: 2010–11

Bayern München
- Német bajnok: 2013–14, 2014–15, 2015–16, 2016–17, 2017–18, 2018–19, 2019–20
- Német kupa: 2013–14, 2015–16, 2018–19, 2019–20
- Német szuperkupa: 2016, 2017, 2018
- UEFA-bajnokok ligája: 2019–20
- FIFA-klubvilágbajnokság: 2013

### A válogatottban
Spanyolország
- U17-es Európa-bajnokság: 2008
- U21-es Európa-bajnokság: 2011, 2013

## Fordítás
Ez a szócikk részben vagy egészben  a   Thiago Alcântara című angol Wikipédia-szócikk fordításán alapul.  Az eredeti cikk szerkesztőit annak laptörténete sorolja fel. Ez a jelzés csupán a megfogalmazás eredetét és a szerzői jogokat jelzi, nem szolgál a cikkben szereplő információk forrásmegjelöléseként.